# Горецький Петро Йосипович
Петро́ Йо́сипович Горе́цький (нар. 24 листопада (6 грудня) 1888, село Мутин, тепер Кролевецького району Сумської області — 16 серпня 1972, Київ) — український мовознавець, лексикограф.

## Біографія
Навчався у Глухівській гімназії, яку закінчив 1908 року. Закінчив 1914 Київський університет. Учителював, викладав українську мову та літературу у вищих навчальних закладах Києва, протягом 1926—1963 працював у різних установах АН УРСР, зокрема в Інституті української наукової мови, Інституті мовознавства. Кандидат філологічних наук з 1946.

## Наукова діяльність
Розробляв здебільшого проблеми лексикології та лексикографії української літературної мови.
Разом з І. Шалею створив підручник «Українська мова. Практично-теоретичний курс» (1926, 8 видань).
Як лексикограф Горецький дебютував «Словником термінів педагогіки, психології та шкільного адміністрування» (1928); один з авторів «Українсько-російського словника» (т. 1—6, 1953—1963), «Словника української мови» (т. 1—11, 1970—1980; Державна премія СРСР, 1983).
Автор низки статей, у яких безпідставно критикував українських мовознавців, зокрема О. Курило, М. Гладкого та інших, за «націоналістичні перекручення», ухиляння від збігів подібних явищ в російській та українській мовах.
Автор низки праць (монографія «Історія української лексикографії», 1963, численні статті з теорії та історії укр. словникарства); один з авторів «Курсу сучасної української літературної мови» (т. 1, 1951), «Курсу історії української літературної мови» (т. 1, 1958).
Автор праць з історії української літературної мови, лексикографії й діалектології («Про полтавсько-київський діалект як основу української національної мови», 1953; «Вивчення української мови в дожовтневий період», 1958).